# Heilig Hartbeeld (Kaatsheuvel, Hoofdstraat)
Het Heilig Hartbeeld is een standbeeld in de Nederlandse plaats Kaatsheuvel, in de provincie Noord-Brabant.

## Achtergrond
Het Heilig Hartbeeld werd gemaakt door Jan Custers en geplaatst op het plein voor de Johannes de Doperkerk. Het beeld werd woensdag 29 september 1921 geïntroniseerd door pastoor Völker.

## Beschrijving
Het beeld toont een staande Christusfiguur in een lang gewaad. Hij houdt zijn rechterhand zegenend geheven, met de linkerhand wijst hij naar het Heilig Hart op zijn borst. Het beeld staat op een hoge gebeeldhouwde sokkel, met aan de voorkant in reliëf een christusmonogram en aan de bovenkant de tekst 

IK BEN UW KONING

Het geheel is omgeven door een laag hekwerk met pilasters en metalen pijpen.